# We Love Katamari
We Love Katamari (みんな大好き塊魂?, Minna Daisuki Katamari Damashii, lett. Tutti amano Katamari Damacy) è un videogioco pubblicato dalla Namco per PlayStation 2. Il gioco, reso graficamente come We ♥ Katamari, è il seguito di Katamari Damacy.
Una versione rimasterizzata del gioco intitolata We Love Katamari REROLL+ Royal Reverie è stata annunciata nel febbraio 2022 e pubblicata il 2 giugno 2023 per PlayStation 5, Xbox Series X e Series S, PlayStation 4, Xbox One, Nintendo Switch e Microsoft Windows.
L'avanguardia del videogioco ha causato la bassissima domanda da parte dei consumatori, il videogioco infatti può essere considerato un genere a parte data l'elevata componente innovativa nella colonna sonora, nella grafica, molto particolare e colorata, e nei "dialoghi" dei personaggi.

## Trama
Lo scopo del gioco è simile a quello del suo predecessore. Il giocatore dovrà aiutare il Principe a soddisfare le richieste dei sostenitori del padre, il Re del Cosmo. Ogni livello avrà un obiettivo differente, ad esempio quello di raccogliere il maggior numero di oggetti o di creare la palla più grande del minor tempo possibile. Al termine della missione il Re trasformerà il katamari in un pianeta con un aspetto che richiama il contenuto dello stesso.
La palla spinta dal protagonista sarà inizialmente di piccole dimensioni e incapace di raccogliere oggetti più grandi di una graffetta. Nel corso del gioco sarà possibile inglobare animali, piante, persone, abitazioni, isole, nuvole e infine gli stessi pianeti.
Alla fine il giocatore dovrà creare un katamari partendo dalla Terra che includa anche il Sole.